# William DeVaughn
William DeVaughn, né à Washington le 28 novembre 1947, est un chanteur de rhythm and blues américain.

## Discographie
- Be Thankful for What You Got (en), 1974, Collectables - États-Unis
- Figures Can't Calculate, 1980
- Time Will Stand Still, 2008